# 劳动公园 (大连)

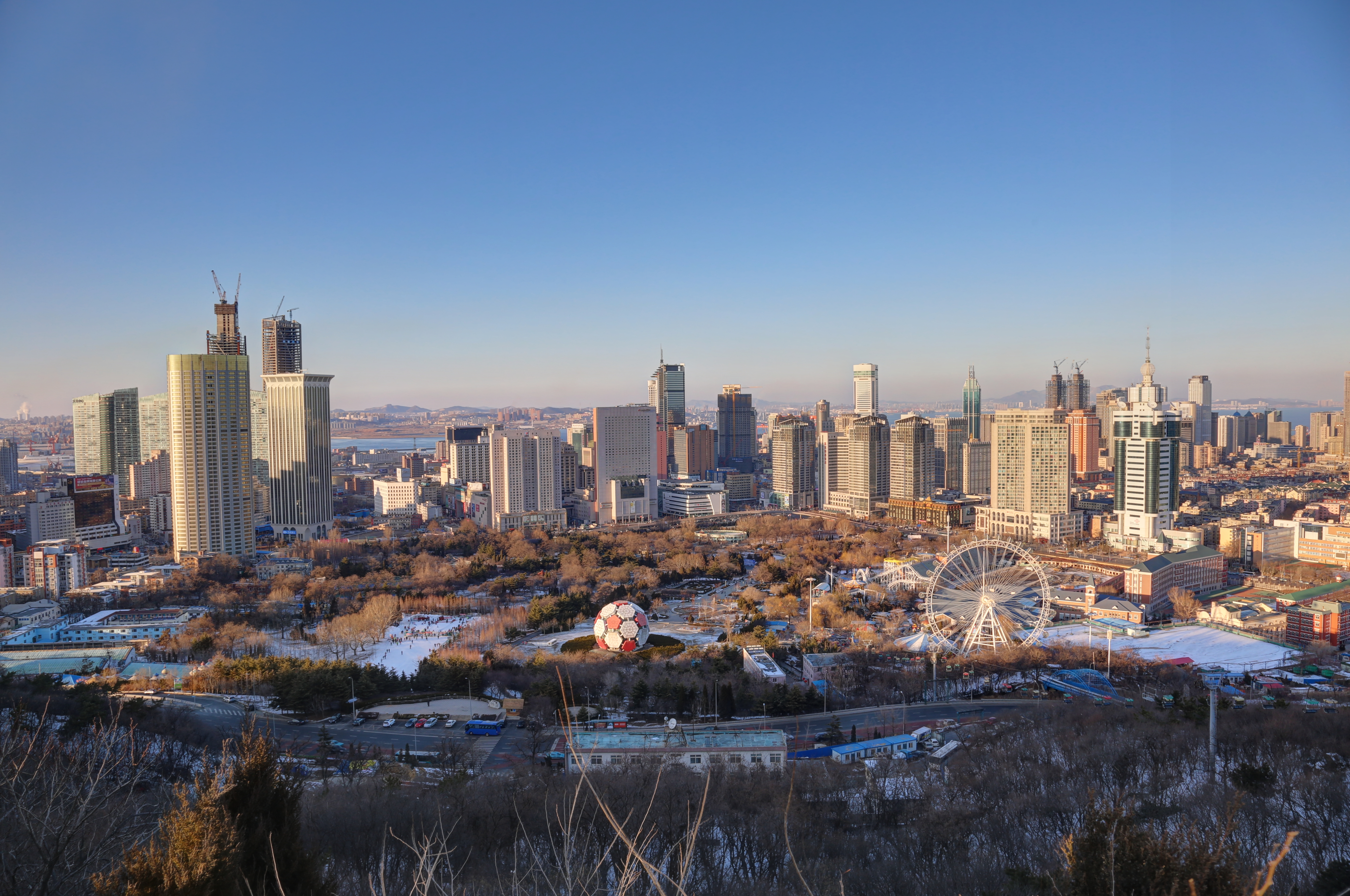
劳动公园俯瞰

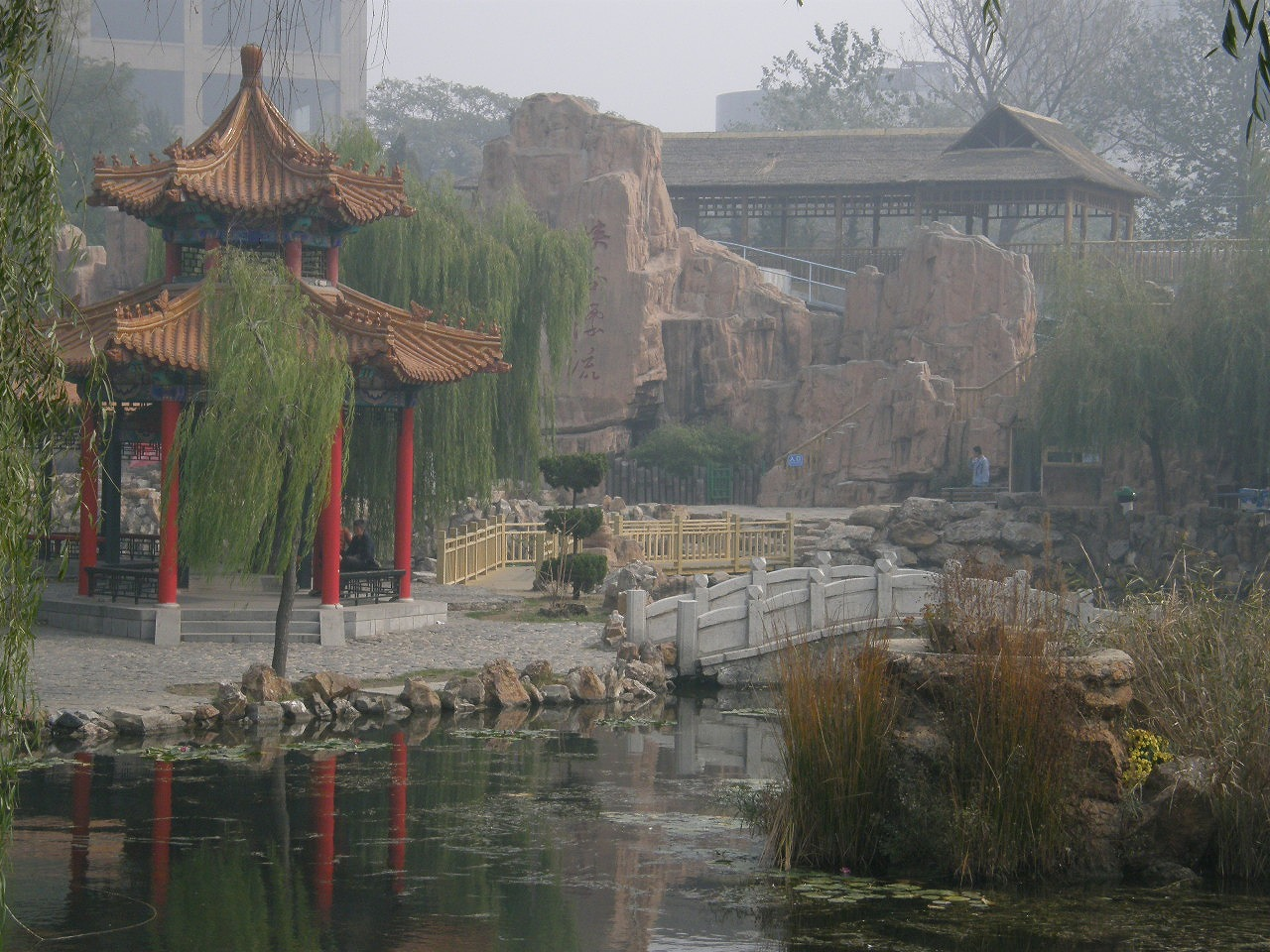
劳动公园

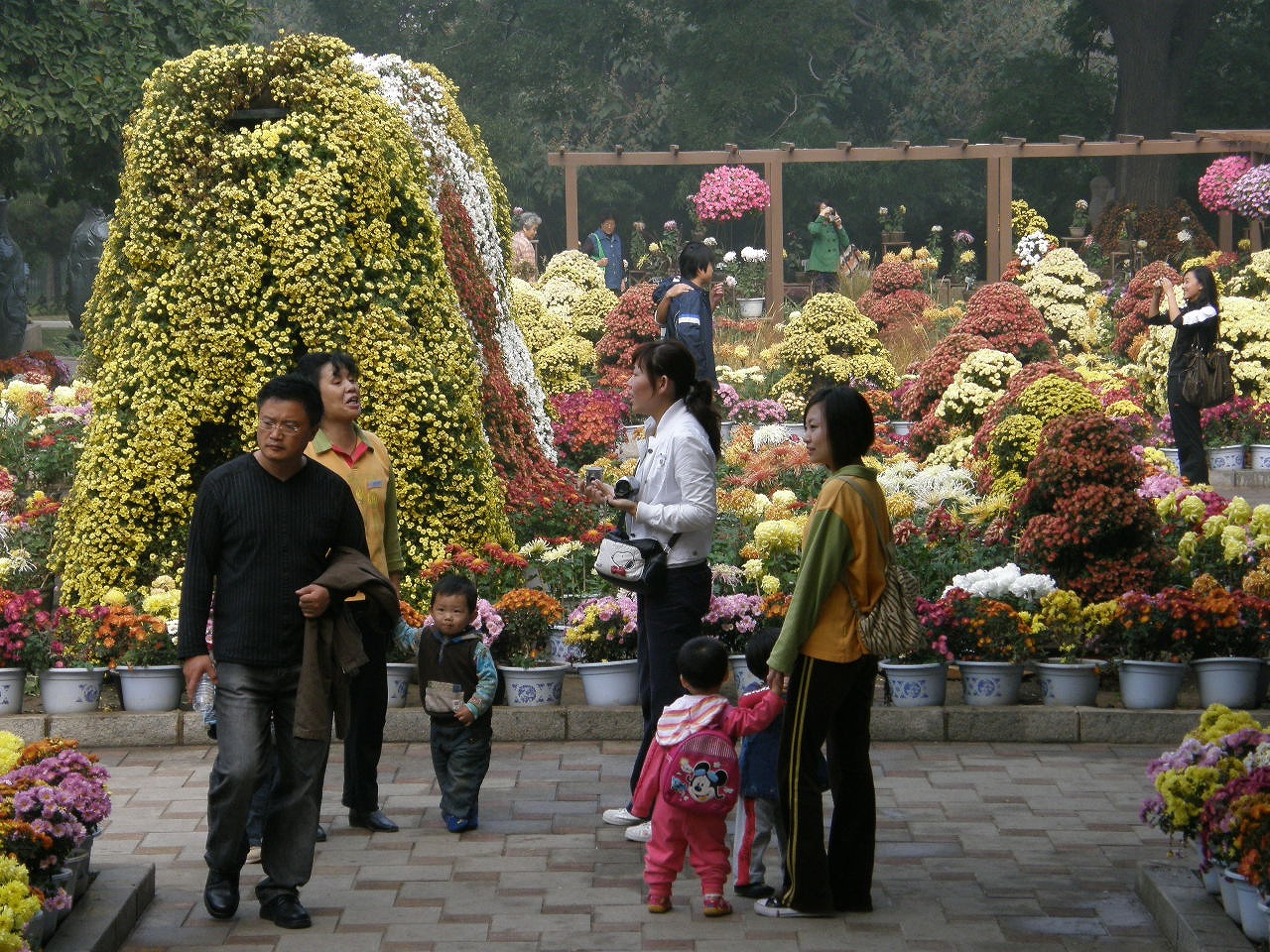
秋天盛开的菊花

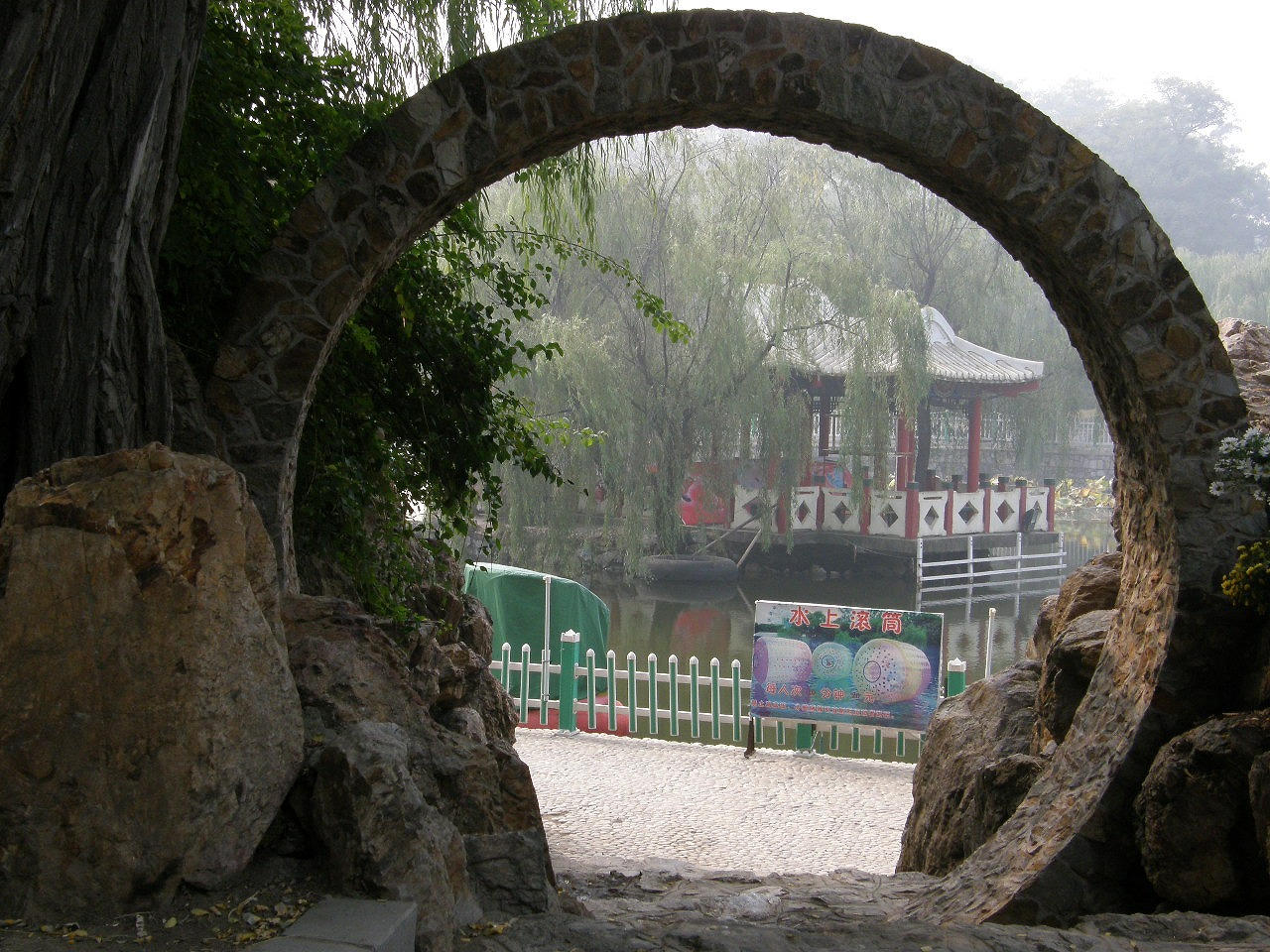
庭园

劳动公园是中国辽宁省大连市中心的一处公园，位于青泥洼桥以南、绿山北麓，距大连火车站仅500米。面积102万平方米，是市中心最大的公园和最早的大型城市公园。年游客量达300多万人次。

## 历史
公园原址为西青泥洼村。1898年始建公园，由强占旅大的沙俄建设，当时位于大连（当时名为达里尼市）市区西部，故名西公园。
日俄战争中日本战胜，占领旅大后对公园进行扩建，新建相扑场、高尔夫球场、乘马俱乐部、游泳场等。当时公园内养有一只老虎，故改名为虎公园。1925年，在公园南部新建一座忠灵塔，并将日军战死者的骨灰由朝日广场（又称老忠碑广场，今三八广场）迁来。随着市区的扩张，公园逐渐处于市中心，于是又于1926年易名中央公园。
二战日本战败撤出中国后，1947年11月1日，根据中共旅大地委的决定，公园更名为列宁公园。中华人民共和国成立前夕，地方政府发动群众义务劳动整修公园，并在园内荷花池畔立碑，碑上书“劳动创造世界”六个字，因此于1949年3月3日改为今名。园内忠灵塔更名为五一塔。
后来五一塔被拆除，具体时间有说1975年，有说20世纪60年代。

## 现状
公园东部为荷花池，池内桥为青泥洼桥前身。西部散养有丹顶鹤、孔雀、梅花鹿等动物。南部地势较高，建有观景台，可远眺大连市中心；还新建有游乐场，游乐场内有国内第一条双轨旱地雪橇和公园内投资最大项目、东北唯一的游乐漂流项目——峡谷漂流。

### 祈福钟
该钟原为公元1347年（元顺帝至正六年）时元朝朝廷为在高丽弘扬佛法而在朝鲜铸造。1905年，日本佛教东愿派法师阿部荣全来大连传道并筹备兴建东本愿寺，后在朝鲜仁川得知该钟并于次年报告日本当局，于是日本当局将其迁至东本愿寺。1958年迁至劳动公园。钟体文为兰查体梵文“阿罗尼咒”经文，故名。

### 世纪仓
位于公园北部，于1999年9月19日大连建市百年日封存，仓内存放大连建市百年来最有意义的一百件物品，另有时任中共中央总书记、国家主席江泽民为大连的题词和时任市长薄熙来写给2099年大连市市长的信。仓上立有石碑，并栽植粉樱花碧桃林，待大连建市200周年时启封。
因某些原因，世纪仓在2016-2017年间被逐渐移除，原址现在被彩砖覆盖，仓内物品去向未知。

### 大足球

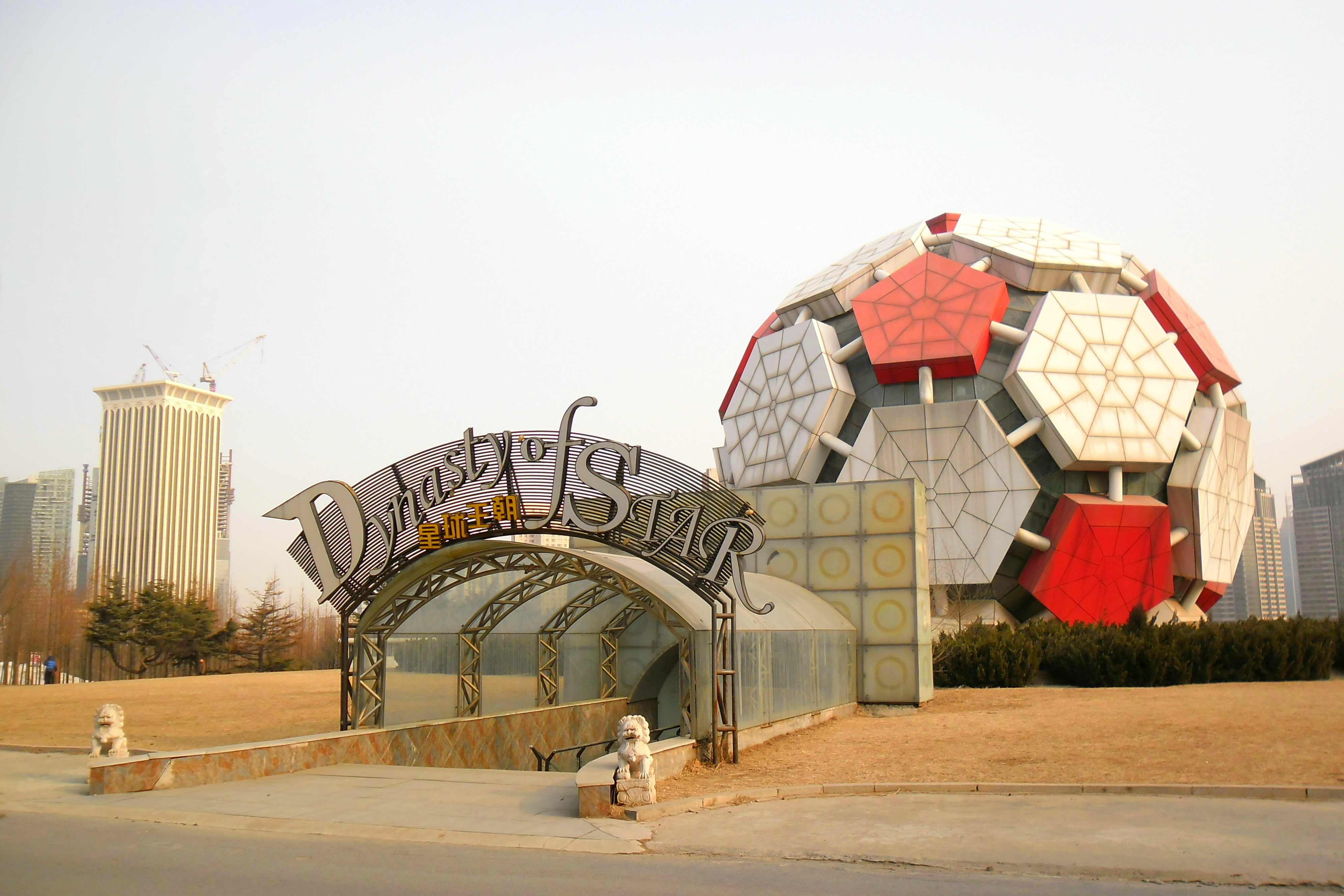
大足球

位于公园南部，形似足球，由红白两色组成，被视为大连的象征，直径19.6米，高21米，占地面积2631平方米。实为大连市建筑艺术馆，后改为音乐旋转餐厅

### 滑雪场
位于大足球西侧，是市区内唯一的滑雪场。面积近3万平方米，分为200多米长、80多米宽的标准初级雪道、专业低位拖牵和1000多平米的练习场，为人造雪，仅冬季营业。

## 相关活动
大连赏槐会、郁金香展、菊花展、烟花爆竹节、正月灯展等市级大型活动在公园内举办。

## 园内一瞥

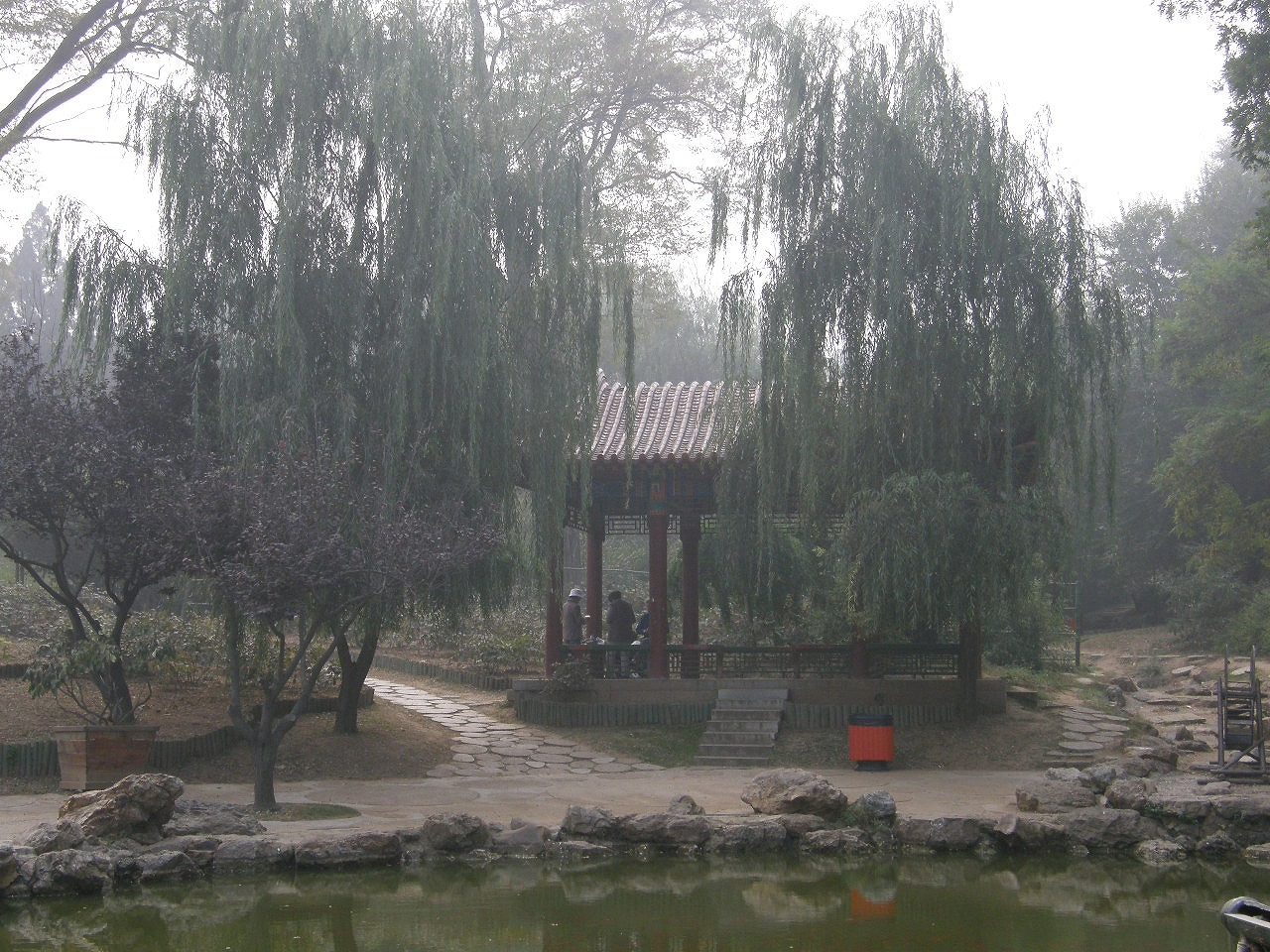
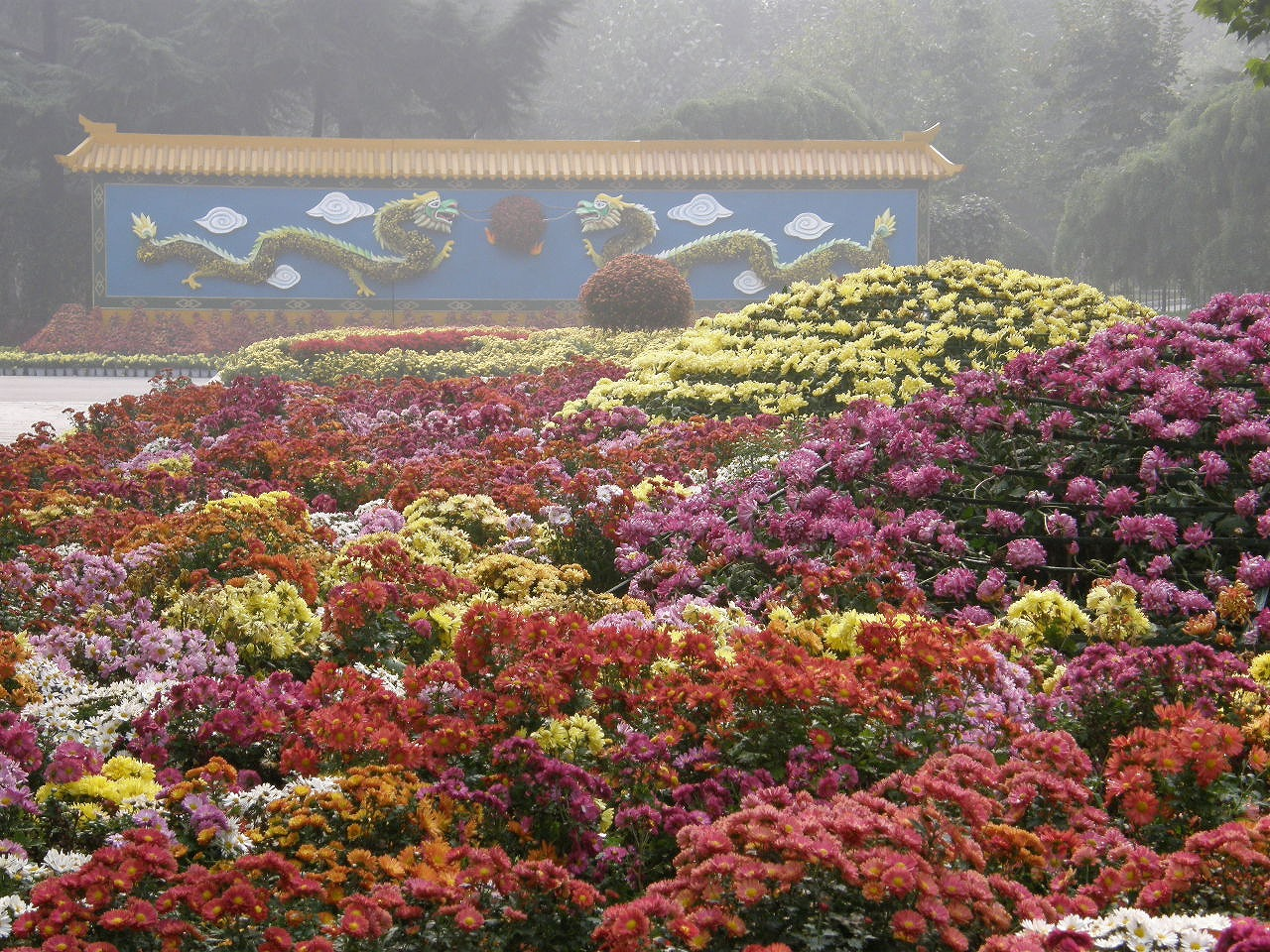
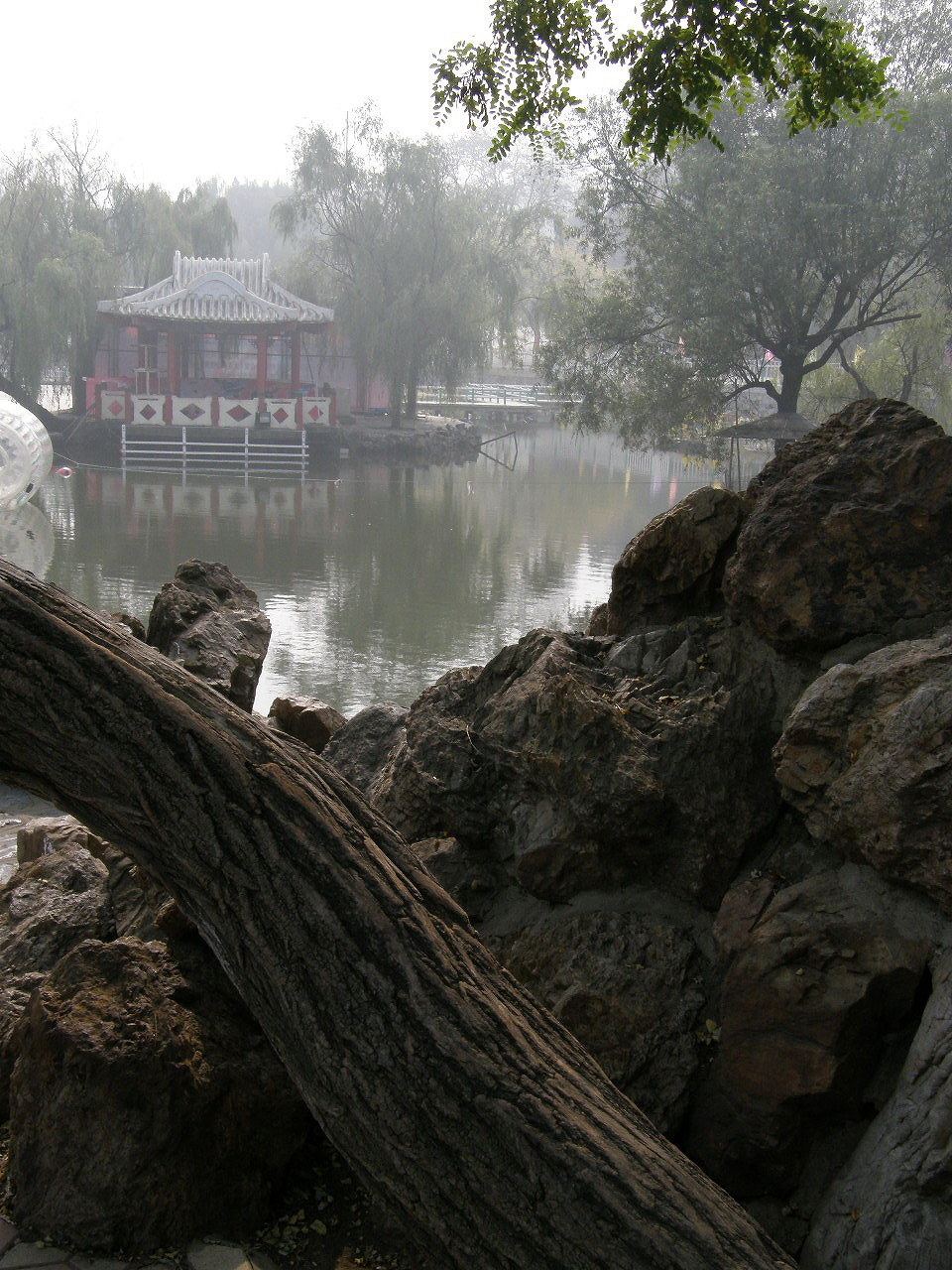